# Rugzaktoerisme

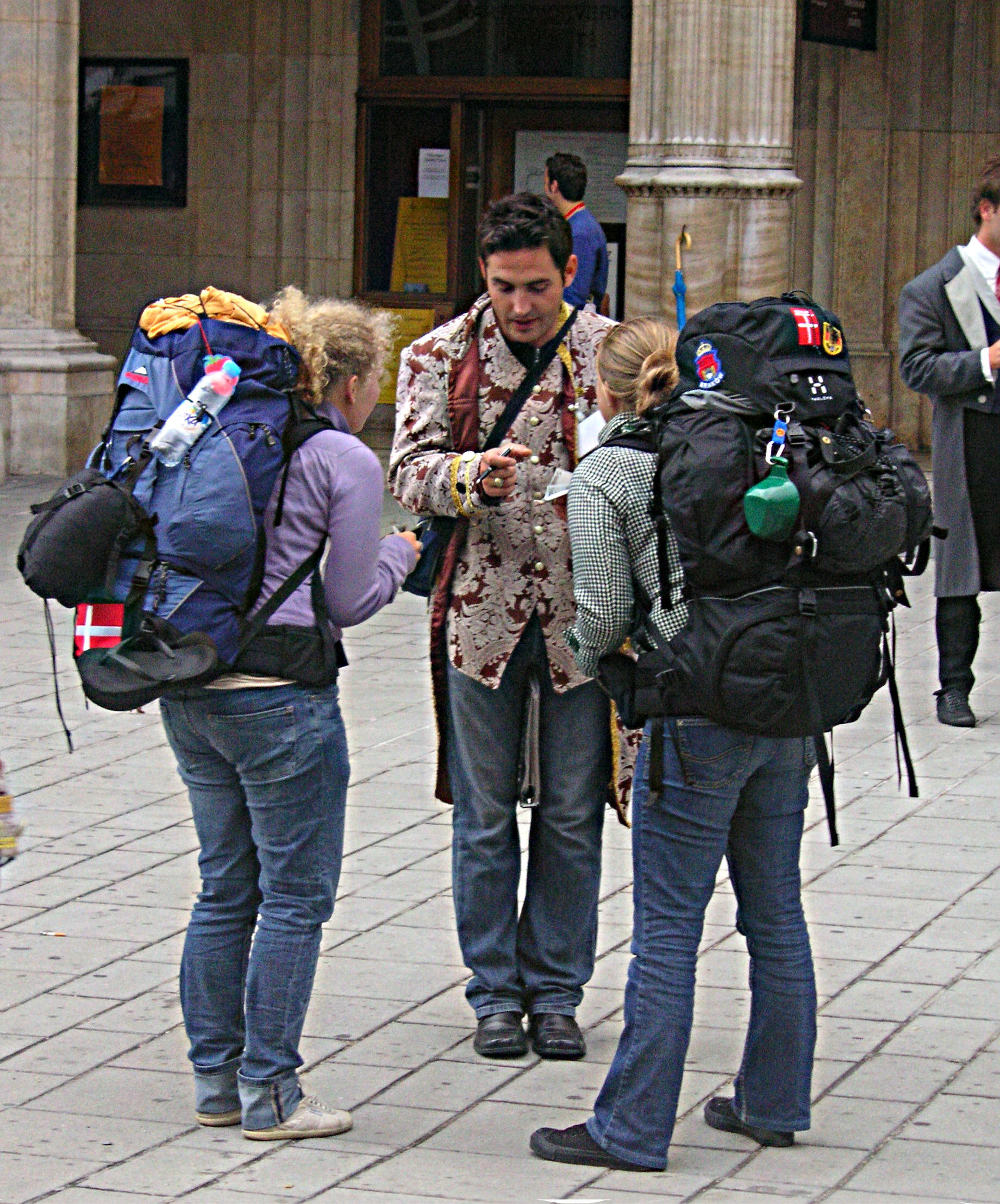
rugzaktoeristen

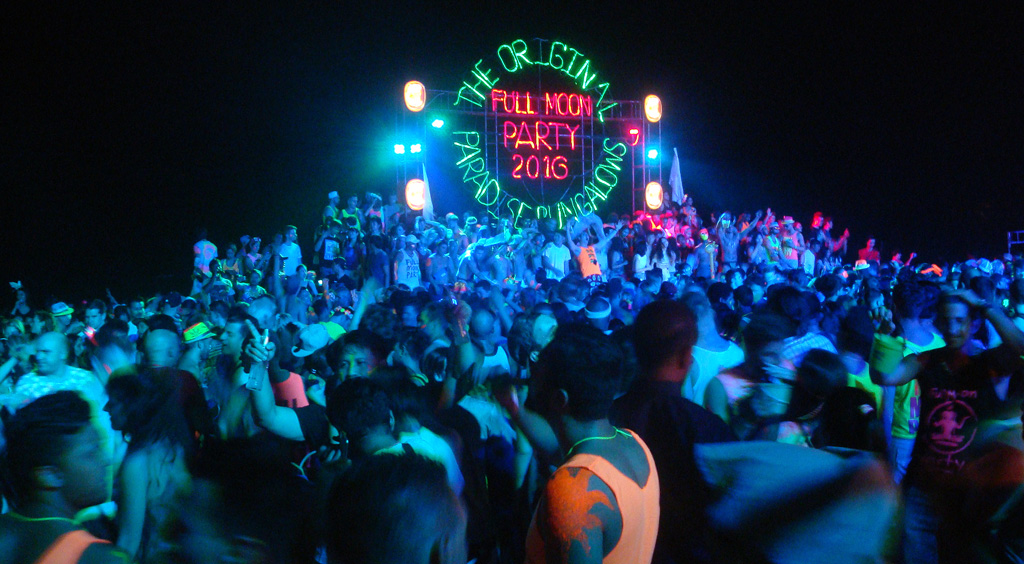
Een Full Moon Party op het Thaise eiland Ko Pha Ngan

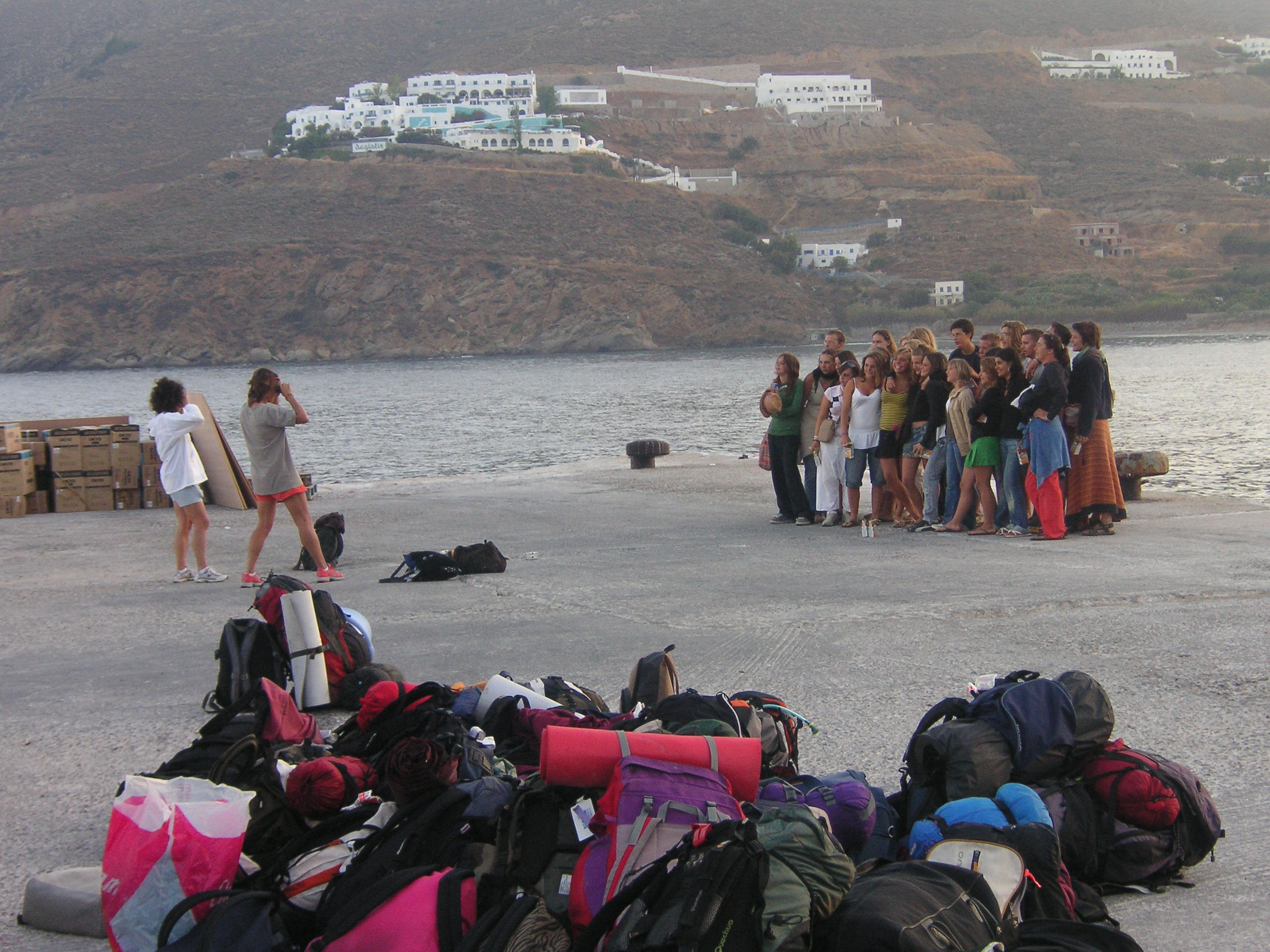
Een groep Franse eilandhoppers op het Griekse eiland Amorgos

Rugzaktoerisme, of backpacking, is een individuele vorm van reizen waarbij de toerist vaak met slechts een rugzak een rondreis maakt. Het is vaak bedoeld voor reizigers die met een beperkt budget reizen. Dit uit zich in het gebruik van openbaar vervoer of liften, slapen in hostels of tenten en waarbij de route pas tijdens de reis bepaald wordt. Het is met name populair onder jongeren. Dit geldt niet voor alle rugzaktoeristen. Soms ligt de route vooraf vast, zijn de accommodaties al geboekt voordat de reis begint en de reizigers kunnen van alle leeftijden zijn. Het rugzaktoerisme op zich kan als een subcultuur gezien worden. Rugzaktoerisme moet niet verward worden met een wandelvakantie met rugzak.
Backpacking is een typische bezigheid voor jongeren in hun tussenjaar. Bij langdurig rondreizen wordt er tussendoor gewerkt om op die manier in het onderhoud te voorzien. Met name Zuidoost-Azië, Latijns-Amerika, Australië en Nieuw-Zeeland zijn geliefde bestemmingen. Vaak zijn de backpackers op zoek naar exotische plekken die nog niet zijn aangepast aan het (massa)toerisme. Bijzondere ervaringen, het ontmoeten van nieuwe mensen en het opdoen van levenservaring zijn drijfveren. Rugzaktoerisme kan iemand helpen in het ontwikkelen van zelfredzaamheid, sociale vaardigheden, aanpassingsvermogen en het omgaan met stress. Er zijn specifieke reisgidsen voor rugzaktoeristen, zoals de Lonely Planet, de Rough Guide, Let's Go, de Trotter of de Footprint.
Er is kritiek. Zo zouden rugzaktoeristen helemaal niet de authentieke plekken opzoeken of interacteren met de lokale bevolking maar juist elkaars gezelschap opzoeken in hostels en backpackcafés. Een ander kritiekpunt is dat ook het rugzaktoerisme de lokale cultuur aantast.

## Ontstaan
De Chinese boeddhistische monnik Xuanzang en de Italiaan Giovanni Francesco Gemelli Careri worden wel gezien als vroege voorbeelden van rugzaktoeristen.
Met name de hippiecultuur uit de jaren 1960 heeft een grote rol gespeeld in het populair worden van het rugzaktoerisme. Zo waren er de nodige hippies die met goedkope middelen vanuit Europa naar India reisden, min of meer langs de oude zijderoute, op zoek naar nieuwe inzichten en andere culturen om vervolgens wijzer terug te komen. Deze route werd de Hippie trail genoemd.

## Varianten
Varianten van het rugzaktoerisme zijn:
- Eilandhoppen waarbij de reis langs verschillende eilanden gaat en steeds een tijdje op een eiland wordt doorgebracht. Een geliefde eilandhopbestemming zijn de Griekse eilanden, zoals de Cycladen.
- CouchSurfing is een manier om goedkoop te overnachten door steeds bij mensen thuis (soms letterlijk op de bank) te overnachten.
- Digitale nomaden zijn mensen die telewerken en reizen combineren. Vooral bij banen in de ICT, vaak als zzp'er, kan het werk van afstand gedaan worden op een exotische locatie.
- Beg-packing is een combinatie van rondreizen en tussendoor al bedelend of met straatoptredens aan geld te komen.
- Flashpacking is een manier om kort op een bestemming rond te trekken. Omdat de reiziger weinig tijd heeft wordt vaak de gehele reis (het vervoer en de accommodaties) van tevoren geboekt.
- Poshpacking is een manier van rugzaktoerisme maar dan wel in luxe accommodaties en eersteklas-vervoer. Ook wordt nog wel eens gebruik gemaakt van koffers in plaats van een rugzak.